# Hana Šebková
Hana Šebková (29. listopadu 1952 Tanvald – 9. dubna 2004 Praha) byla česká vysokoškolská učitelka, jazykovědkyně, redaktorka a překladatelka, jež se věnovala romskému jazyku a jeho kultuře. Byla spoluautorkou prvního romsko-českého a česko-romského slovníku a obsáhlé učebnice romského jazyka.

## Mládí a studium jazyků
Narodila se v Tanvaldu jako jediná dcera manželů Šebkových a již od dětství projevovala zájem o jazyky. Ve škole se učila tehdy povinnou ruštinu a v deseti letech začala docházet mimo školu na francouzštinu.
V Tanvaldu studovala na gymnáziu a ještě před maturitou složila státní jazykovou zkoušku z francouzštiny. Vzhledem ke svému výbornému prospěchu a jazykovému talentu chtěla pokračovat ve studiu na Univerzitě Karlově. Nebyla však přijata, protože její rodiče nebyli členy KSČ.
Nastoupila k pomaturitnímu studiu cestovního ruchu v Karlových Varech, kde se učila také angličtinu a němčinu. Po složení státní jazykové zkoušky z ruštiny tlumočila rusky mluvícím turistům, a díky jejich pochvale byla přijata na druhý pokus na Filozofickou fakultu UK ke studiu francouzštiny a češtiny.
V době studií se jí podařilo odjet na roční stáž do Francie (1977–1978). Kosmopolitní prostředí univerzity v Aix-en-Provence a Marseille ještě více povzbudilo její zájem o jazyky a výzkum jejich vývoje.

## Seznámení s romštinou
Po návratu z Francie nastoupila do kurzu romštiny na Jazykové škole v Praze, který vedla zakladatelka československé romistiky Milena Hübschmannová. Ta ji již po první roce studia vzala do romské osady na východním Slovensku. Po boku Mileny Hübschmannové se pak zapojila do terénního výzkumu romského etnika a podílela se na přípravě prvního romsko-českého a česko-romského slovníku.
Po ukončení studia a získání doktorátu filozofie (1980) na Univerzitě Karlově nastoupila jako redaktorka zahraničního vysílání Československého rozhlasu. V roce 1983 z Československého rozhlasu odešla a pracovala jako překladatelka a tlumočnice.
Spolu se svojí přítelkyní Editou Žlnayovou, která pocházela z Piešťan a v Praze vystudovala na UK francouzštinu a italštinu, často cestovala za Romy v osadách na východním Slovensku. Nahrávala v nich vzpomínky romských pamětníků na druhou světovou válku na Slovensku, sbírala jazykový materiál, věnovala se studiu romských dialektů, tradičního romského léčitelství, fungování romských rodin a dalším tématům. V osadách Romy také fotografovala.
„V některých z nich jsem strávila týdny i měsíce. A začala jsem čím dál víc vidět a vnímat intenzitu života. Nikde jinde jsem nepocítila tak bezprostřední potěšení z krásného okamžiku, tak živelnou radost ze života. Nikde jinde jsem také nezažila ani tak hořký smutek, a přesto smutek lidský, protože sdílený, vyznaný, ošetřovaný, smutek vyzpívaný či vyplakaný,“ napsala ke svým fotografiím, které vystavovala a které vyšly v roce 2003 i v knize „Bacht the balvaj pheňa hin. Štěstí a vítr jedno jsou“.

## Pedagogická a jazykovědná práce
Po sametové revoluci se začala věnovat pedagogické činnosti – v letech 1990 až 2002 vedla výuku romského jazyka na Pedagogické fakultě UK a od roku 2002 působila jako odborná asistentka semináře romistiky na Filozofické fakultě UK.
V roce 1991 vyšel první romsko-český a česko-romský slovník, na kterém pracovala s Milenou Hübschmannovou a Annou Žigovou. Jazykový materiál pro slovník autorky sbíraly na území celého bývalého Československu a význam jednotlivých slov vysvětlovaly v kontextu autentických příkladů užití. Předmluva slovníku obsahovala informace sociologického a etnologického charakteru a nástin vývoje romštiny.
V roce 1994 stála s Editou Žlnayovou a Milenou Hübschmannovou u zrodu časopisu romistických studií „Romano džaniben“ (Romské vědění) věnovanému romské kultuře a romskému jazyku. Společně dál sbíraly materiál pro chystanou učebnici romského jazyka. Po náhlé smrti své přítelkyně a kolegyně Edity Žlnayové v roce 1997 zůstala Hana Šebková na všechny společně zahájené projekty sama. Dva roky sestavovala z nashromážděných materiálů dosud nejucelenější učebnici romského jazyka, která vyšla v roce 1999 ve vydavatelství Fortuna Praha. Její slovenská verze pak vyšla o dva roky později v Košicích.
Vedle redakční práce pro Romano Džaniben se podílela i na vzniku dalších knižních publikací o Romech. Spolu s Margitou Lakatošovou a švýcarským romistou Peterem Wagnerem pracovala na gramatice olašské romštiny, kterou bohužel kvůli své předčasné smrti nedokončila.
Zemřela po vážné nemoci 9. dubna 2004 ve věku 51 let.

### Externí zdroje
- Časopis Romano džaniben